# Ťien I
Ťien I (čínsky pchin-jinem Jiǎn Yì, znaky zjednodušené 蹇义, tradiční 蹇義; 1363–1435) byl politik čínské říše Ming, dlouholetý ministr státní správy za císařů Jung-leho, Chung-siho a Süan-teho.

## Jména
Rodné jméno Ťiena I bylo Ťien Žung (čínsky pchin-jinem Jiǎn Róng, znaky zjednodušené 蹇镕, tradiční 蹇鎔). Používal zdvořilostní jméno I-č’ (čínsky pchin-jinem Yízhī, znaky 宜之). Za zásluhy o stát obdržel posmrtné jméno Čung-ting (čínsky pchin-jinem Zhōngdìng, znaky 忠定)

## Život
Ťien I se narodil roku 1363 v okresu Pa (巴) v S’-čchuanu (v moderní době část Čchung-čchingu). Roku 1385 složil úřednické zkoušky, získal hodnost ťin-š’ a zahájil kariéru v mingské státní správě. Dlouhá léta sloužil v nižších funkcích, dokud nebyl císařem Ťien-wenem povýšen na mladšího náměstka ministra státní správy. Patřil k nemnoha Ťien-wenovým stoupencům, kteří získali plnou důvěru císaře Jung-leho poté, co roku 1402 přešli do služeb nového režimu. Jung-le ho povýšil na staršího náměstka a vzápětí na ministra státní správy, což byl nejprestižnější post ze šestice ministrů s odpovědností za jmenování a povyšování úředníků ve všech civilních úřadech.
Koncem roku 1422 byl na pět měsíců uvězněn, když opomněl napomenout korunního prince Ču Kao-čch’a za nevhodné chování. Po propuštění v březnu 1423 a návratu do úřadu zůstal ministrem do konce Jung-leho vlády a poté za Chung-siho, Süan-teho a krátce i Jing-cunga, až do své smrti. Po Jung-leho smrti se podílel na sestavení Pravdivých záznamů éry Jung-le. Byl pracovitým a čestným ministrem, prakticky nekritizovaným kolegy.